# 51-я отдельная гвардейская механизированная бригада
51-я отдельная гвардейская механизированная Перекопско-Харьковская, Пражско-Волынская ордена Ленина, дважды ордена Красного знамени, ордена Суворова и Кутузова бригада (укр. 51-ша окрема гвардійська Перекопсько-Харківська Празько-Волинська ордена Леніна двічі ордена Червоного прапора ордена Суворова і Кутузова механізована бригада) — тактическое соединение Сухопутных войск Украины, существовавшее в 1992—2014 годах. По организационно-штатной структурой бригада входила в состав 13-го армейского корпуса.
Наименование:
- условное полное (сокращённое) — Войсковая часть № А2331 (в/ч А2331);
- сокращённое действительное — 51 гв. омехбр.

Соединение было сформировано из 51-й гвардейской механизированной дивизии. В 2002 году дивизия была переформирована в бригаду. В 2014 году бригада участвовала в боях на войне России против Украины на Донбассе. Подразделения бригады принимали участие в самых ожесточённых боях войны: боях на границе, боях за Саур-Могилу, боях за Иловайск. 1 декабря 2014 года бригаду расформировали, а на месте её дислокации создана новая 14-я отдельная механизированная бригада без сохранения преемственности.

## История
19 января 1992 года личный состав 51-й гвардейской мотострелковой дивизии принёс присягу на верность украинскому народу. Дивизия была переименована в 51-ю гвардейскую механизированную дивизию.
В сентябре 1999 года в рамках мероприятий, посвящённых 800-летию Галицко-Волынского княжества и по случаю 60-летия со дня создания, дивизия получила из рук Президента Украины, Верховного Главнокомандующего Вооружённых сил Украины Леонида Кучмы боевое знамя и почётное наименование «Волынская».
В ходе реализации государственной программы развития и реформирования Вооружённых сил Украины в 2002 году 51-я дивизия была реформирована в 51-ю отдельную гвардейскую механизированную бригаду с оставлением ей всех наград и почётных наименований.

### Вооружённый конфликт на востоке Украины
Войну на востоке Украины бригада встретила в статусе кадрированной — она имела всего около 500 кадровых военных-контрактников, в сравнении с 800—1000 контрактников в обычных частях. До полного состава в 4500 бойцов должна была наращиваться за счёт мобилизованных.
Примерно в 6:00 утра 22 мая 2014 года между Великоанадолем (Ольгинка) и Владимировка вблизи города Волноваха Донецкой области произошло нападение группы противников майдана, ДНР на лагерь военнослужащих 51-й механизированной бригады. По словам очевидцев, сепаратисты приехали на инкассаторских авто «Приватбанка», и открыли огонь из гранатомётов и пулемётов. Из личного состава бригады было около 30 человек, 3 БТР или БМП. Во время обстрела один из зарядов попал в боевую машину, которая находилась на блокпосту, что вызвало взрыв боекомплекта. В результате боя погибло 17 военных, включая командира батальона майора Леонида Полинкевича, 18 ранено. Всего в местную больницу были доставлены с огнестрельными ранениями 31 человек.
После боя под Волновахой командира бригады полковника Яцкова отстранили от командования, а саму бригаду вывели на слаживание на полигон Широкий Лан. Однако 300 человек выразили желание остаться в зоне АТО — под Мариуполем эти силы провели три недели, а в конце июня они были передислоцированы в Докучаевск. Оттуда часть личного состава перебросили в Амвросиевку, где тогда вела бои 72-я механизированная бригада, а часть батальонно-тактической группы во главе с подполковником Николаем Капиносом отправили в район села Григорьевка на границе с РФ. Россияне каждую ночь совершали манёвры силами порядка 50 машин, имитируя атаки, однако границу тогда не пересекали. Каждый день в течение двух недель там велись артиллерийские обстрелы — миномётная батарея тактической группы, имея хорошие замаскированные позиции на высоте, била по силам пророссийских формирований и практически не имела потерь.
14 июля 2014 года во время перемещения в колонне вблизи села Черемшине ночью состоялся бой, военные бригады вступили в бой с сепаратистами. После завершения боя 51-я бригада начала отход из Черемшино, сепаратистами выстрелом ПТРК поражена САУ 2С1. Тогда погибло трое солдат, 2 получили ранения.
25 июля 2014 года 40 военнослужащих 51-й бригады и несколько военнослужащих из 72-й омехбр, что удерживало позиции возле Червонопартизанска, после 10 дней в окружении и под обстрелами, были вынуждены сложить оружие и перейти украинско-российскую границу, таким образом попав в плен. Несколько бойцов из группировки сдаваться отказались и прорвались к позициям ВСУ.
2 августа в Запорожье суд отпустил под личные обязательства всех военнослужащих 51-й отдельной гвардейской механизированной бригады, которых подозревают в дезертирстве (вынужденно отступили под обстрелом на территорию РФ).
24 августа 2014 года на украинский блокпост в Оленовке, что под Донецком, начали наступление значительные силы пророссийских вооружённых группировок: танковое подразделение батальона «Оплот» в составе минимум 5 танков и пехота батальона «Кальмиус». Из воспоминаний Николая Тишика, танкиста 51-й бригады, наступление началось с артиллерийского обстрела, хотя и неточного, в 4 утра. Из воспоминаний танкистов «Оплота», что участвовали в том нападении, они в 6:23 утра заняли посёлок Луганское и далее выдвинулись на Оленовку, на блокпост Сигнальный. Согласно их словам, головной танк в колонне ещё до боя обнаружил неисправность пушки — гидростопор — он вышел из строя и пошёл в поле чинить неполадку.другие же танки начали обстрел украинского блокпоста, пытаясь поразить возможные позиции, технику и огневые точки украинцев. По словам Николая Тишика, это было почти 8 утра, они зарядили бронебойный снаряд в пушку танка ещё когда услышали грохот танковых двигателей в тумане, и ждали в зеленке. Когда из тумана вышел танк Т-64БВ пророссийских сил, его пушка была повернута в сторону Донецка, что сначала озадачило украинских танкистов. Однако когда он начал разворот башни, украинский танк по приказу Николая Тишика произвёл выстрел, которым сразу его подбил, попав в башню в место командира. Подбитый танк вспыхнул огнём, и вскоре взорвался. Один из их танков все же попал в украинский танк осколочным снарядом в башню, чем разбил ему триплексы, вывел из строя стабилизатор пушки, а на башне начался незначительный пожар, который вскоре Николай с экипажем потушили. Однако другие два танка Т-72Б «Оплота» начали неорганизованное отступление, во время которого один передом, а другой задом упали в канаву. Их танкисты эвакуировались и скрылись. Четвёртый танк вышел из боя, забрав раненого мехвода. В результате боя украинская сторона потеряла подбитыми БМП-2 и МТ-ЛБ. Пророссийские силы потеряли танк Т-64БВ сгоревшим и два Т-72 брошенными: первый имел модель Т-72Б обр. 1989, бортовой № 38, и был затоплен полностью, его не смогли извлечь украинские военные. Второй Т-72Б обр. 1985, бортовой № 37, был взят трофеем, и его передали батальона милиции «Днепр-1».
29 августа 2014 года при выходе из Иловайского котла «зеленому коридору» погибли военнослужащие 40-го батальона 51-й механизированной бригады.

### Расформирование
22 сентября Президент Пётр Порошенко сообщил, что 51-я бригада Вооружённых сил Украины будет расформирована, а на её месте будет создана новая механизированная бригада.

8 октября Пётр Порошенко на встрече с бойцами и командирами 51 омехбр анонсировал создание «14-й механизированной бригады» — на базе подразделений 51-й бригады, которые зарекомендовали себя как героические во время АТО:
Те подразделения, которые героически себя проявили, не должны быть расформированы. Они должны в полном составе с сохранением своих традиций стать основой новой бригады.
Пётр Порошенко
 президент назвал среди таких разведчиков, которые одними из первых взяли под контроль Саур-Могилу; противотанковый артиллерийский дивизион бригады, который уничтожил немало бронетехники противника; ремонтное подразделение бригады, которое под обстрелами выполняло свои обязанности; танковое подразделение, которое атаковал врага, чтобы обеспечить вывод украинских войск из-под Иловайска.
1 декабря 2014 года бригаду расформировали, а по месту её дислокации создали новую 14-ю отдельную механизированную бригаду.

## Командование
- (????—2009) полковник Кравченко Владимир Анатольевич
- (10.2009—10.2012) подполковник Залужный Валерий Федорович[13]
- (10.2012—05.2014) полковник Яцкив Владимир Васильевич[укр.]
- (05.2014—08.2014) в.а. полковник Пивоваренко Павел Васильевич[14] погиб 29 августа 2014 года в бою под Иловайском.